# روسيغليتازون
روسيغليتازون (الاسم التجاري أفانديا) هو دواء لعلاج السكري ينتمي لفئة الثيازوليدينديون. يعمل هذا الدواء على زيادة الحساسية للإنسولين عبر الارتباط مع المستقبلات المنشطة بمكاثر البيروكسيسوم (بّي بّي إيه آر) في الخلايا الشحمية وزيادة استجابتها للإنسولين. تسوق شركة غلاكسو سميث كلاين هذا الدواء بصفته دواءً مفردًا أو قابلًا للمشاركة مع الميتفورمين أو الغليمبريد. ظهر الدواء للمرة الأول عام 1999، وبلغت ذروة المبيعات 2.5 مليار دولار تقريبًا عام 2006؛ لكن تحليلًا تلويًا ظهر في 2007 ربط استخدام الدواء مع النوب القلبية، ما أدى لانهيار المبيعات إلى 9.5 مليون دولار في عام 2012. انتهت صلاحية براءة اختراع الدواء عام 2012. 
نال روسيغليتازون الرخصة عام 1987 وحظي بالموافقة على الاستخدام الطبي عام 1999، ورغم فعاليته في إنقاص سكر الدم في النمط الثاني من الداء السكري، تقلص استخدامه بسرعة بسبب إشارة الدراسات إلى ارتباطه الواضح مع النوب القلبية والوفيات. يُقال إن الآثار الجانبية التي يسببها روسيغليتازون كانت المادة القضائية في ما يزيد عن 13,000 محاكمة ضد شركة غلاكسو سميث كلاين؛ وبحلول يوليو 2010، وافقت الشركة على التسوية في أكثر من 11,500 محاكمةً منها.
نصح بعض المراجعين بسحب روسيغليتازون من الأسواق، لكن لجنة إدارة الغذاء والدواء رفضت ذلك، وبقي متاحًا للبيع في الولايات المتحدة. بين عامي 2011 و2013، لم تسمح الحكومة الفيدرالية ببيع أفانديا دون وصفة طبية من طبيب معتمد؛ إضافةً إلى إعلام المرضى بالمخاطر المترافقة مع استخدامه، وحصر شرائه بصيدليات محددة عبر البريد. رفعت إدارة الغذاء والدواء قيودها السابقة على الدواء في عام 2013 بعد نتائج تجربة بدأت عام 2009 فشلت في إثبات علاقته مع خطر النوب القلبية. 
في أوروبا، أوصت وكالة الأدوية الأوروبية (إي إم إيه) عام 2010 بتعليق استخدام الدواء لأن مخاطره تفوق فوائده. سُحب الدواء من الأسواق في المملكة المتحدة وإسبانيا والهند عام 2010، ومن نيوزيلاندا وأفريقيا عام 2011. 

## الاستخدامات الطبية
حصل روسيغليتازون على موافقة الاستخدام لضبط سكر الدم لدى الناس المصابين بالنمط الثاني من الداء السكري. يُقاس السكر بمعايرة خضاب الدم السكري إيه 1 سي كواسم بديل كما في أدوية السكري الفموية الأخرى. قلص الجدل حول الآثار الجانبية للدواء بشدة من استخدامه. لا تقدم الدراسات المنشورة دليلًا على وجود تأثير إيجابي للروسيغليتازون على نسبة الوفيات والمراضة والآثار الجانبية والتكاليف ونوعية الحياة الصحية. 

## الآثار الجانبية

### الفشل القلبي
كان احتباس السوائل أحد المخاوف المتعلقة بالسلامة التي ظهرت قبل الموافقة على الدواء. ارتفع معدل الإصابة بفشل القلب الاحتقاني نتيجة مشاركة الروسيغليتازون مع الإنسولين. تعتبر الإصابة بفشل القلب الاحتقاني مضاد استطباب لمشاركة الدواء مع الإنسولين في أوروبا. 
أكد تحليل تلوي شمل جميع التجارب المجراة بين عامي 2010 و2019 على الخطر المرتفع لفشل القلب الاحتقاني وتضاعف الخطورة عند استخدام الدواء كعلاج مضاف للإنسولين. أكد تحليلان تلويان لدراستين حشديتين وجود خطر مرتفع لفشل القلب مقارنةً مع البيوغليتازون. هناك 649 حالة فشل قلبي جديدة لكل 100,000 مريض يستخدم روسيغليتازون بدلًا من البيغليتازون.

### النوب القلبية
تُظهر التجارب المجراة على الروسيغليتازون قبل الموافقة على الاستخدام تشابه الخطر النسبي لحدوث نقص التروية القلبية مع الأدوية الأخرى، لكن هناك زيادةً في مستويات إل دي إل، وارتفاع نسبة إل دي إل\إتش دي إل ومستويات الشحوم الثلاثية وزيادة الوزن. 
في عام 2005، وتحت إصرار منظمة الصحة العالمية، أجرت شركة غلاكسو سميث كلاين تحليلًا تلويًا على 37 تجربةً تتضمن استخدام الروسيغليتازون، ووجدت أن الخطورة النسبية تساوي 1.29 (0.99 إلى 1.89). في عام 2006، حدّثت الشركة تحليلها التلوي ليتضمن 42 تجربةً وأظهرت نتائجه معدل خطر يساوي 1.31 (1.01 إلى 1.70). أُجريت دراسة وصفية كبيرة تقارن المرضى المعالجين بالروسيغليتازون مع مرضى يخضعون لعلاجات السكري الأخرى بالتزامن مع التحليل التلوي السابق، ووجدت خطرًا نسبيًا يعادل 0.93 (مجال الثقة 95% 0.8 إلى 1.1) لدى المعالجين بالروسيغليتازون. أُرسلت المعلومات إلى إدارة الغذاء والدواء إف دي إيه ونُشرت على موقع الشركة، ولم تنشر في مكان آخر. قدمت شركة جي إس ك هذه الدراسات التحليلية إلى إدارة الغذاء والدواء، لكن لم تحذر أي من الجهتين واصفي العلاج أو المرضى من الأضرار. وفقًا لإدارة الغذاء والدواء، لم تصدر الوكالة نشرة الأمان لأن نتائج التحليل التلوي تتضارب مع نتائج تحليل الدراسة الوصفية ونتائج تجربة ترقي نتائج مرض السكري. 
ذكر تحليل تلوي في مايو 2007 ارتباط استخدام روسيغليتازون مع ازدياد بمقدار 1.4 أضعاف في النوب القلبية مع زيادة عددية (ليس بمقدار كبير) في خطر الموت من الأمراض القلبية الوعائية مقارنةً بالمجموعة المرجعية. شمل التحليل 42 تجربةً لم تنشر 27 منها. وجد تحليل تلوي آخر لأربع تجارب استغرقت أكثر من سنة نتائج مماثلة. انتُقد تحليل نيسن التلوي في مقال لجورج دياموند وآخرين عام 2007 في مجلة حوليات الطب الباطني. استنتج المؤلفون أن تحليل نيسن استثنى تجارب تحوي بيانات مهمة حول تأثيرات الروسيغليتازون القلبية الوعائية، وأشرك تجارب شديدة الاختلاف لا تلائم الدراسة، واستثنى تجارب لم تظهر مشاكل قلبية وعائية. 
استنتج المؤلفون أنه لا يمكن الوصول إلى إجابة عن تأثير الدواء في زيادة أو خفض الخطورة القلبية الوعائية. نشر باحثون من مؤسسة كوكرين تحليلًا تلويًا خاصًا بهم عن استخدام الروسيغليتازون في النمط الثاني من الداء السكري، وتوصلوا إلى عدم وجود دليل كاف على وجود أي فائدة صحية من الروسيغليتازون. بعد الاطلاع على آخر تحليل منشور من نيسن، أعاد الباحثون تحليلهم متضمنًا فقط التجارب على الداء السكري من النمط الثاني (شمل تحليل نيسن بعض التجارب على ناس يعانون من اضطرابات أخرى) ولم يجدوا زيادةً مهمةً إحصائيًا في الحوادث القلبية الوعائية، لكن وجدوا أيضًا أن جميع النتائج القلبية الوعائية التي حللوها أظهرت ميلًا بسيطًا نحو الأسوأ في المجموعات التي استخدمت روسيغليتازون.
في يوليو 2007، عقدت إدارة الغذاء والدواء جلسةً مشتركةً للجنة الاستشارية للأدوية الاستقلابية والصماوية واللجنة الاستشارية لإدارة خطورة وسلامة الأدوية. قدمت عالمة إف دي إيه جوي ميل تحليلًا تلويًا يتقصى الخطورة القلبية الوعائية لدواء روسيغليتازون في تجارب سريرية مكتملة. وجدت الدراسة ازديادًا بمقدار 1.4x في خطورة نوب الإقفار القلبية الوعائية نسبةً إلى المجموعات المرجعية. كانت النتائج متنوعة، إذ ظهر دليل واضح على زيادة الخطورة النسبية مقارنةً مع استخدام الدواء الموهم وليس أدوية السكري الأخرى، وهناك ارتفاع في الخطورة عند مشاركة الروسيغليتازون مع الإنسولين أو الميتفورمين. بناءً على هذه الزيادة بمقدار 1.4x نسبةً إلى المجموعات المرجعية، قدم ديفيد غراهام عالم الإف دي إيه تحليلًا تلويًا يقترح أن الروسيغليتازون سبب 83,000 نوبة قلبية إضافية بين 1999 و2007. صوتت الهيئة الاستشارية بنسبة 20:3 لصالح الدليل المتاح الذي يشير إلى أثر الروسيغليتازون في زيادة خطورة الحوادث القلبية الوعائية، وبنسبة 22:1 على أن نسبة الخطورة الكلية للدواء إلى فوائده تبرر استمرار تسويقه في الولايات المتحدة. وضعت إدارة الغذاء والدواء قيودًا على الروسيغليتازون، شملت إضافة تحذير على العلبة من النوب القلبية، لكنها لم تسحبه من الأسواق.